# Hamada Jambay
Hamada Jambay (ur. 25 kwietnia 1975 w Iconi na Komorach) piłkarz francuski pochodzenia malgaskiego grający na pozycji środkowego obrońcy.

## Kariera klubowa
Jambay urodził się na Komorach. Jeszcze jako nastolatek wyemigrował do Francji i zamieszkał w Marsylii. Tam trafił do szkółki piłkarskiej Olympique Marsylia i w tym też klubie 21 maja 1994 zadebiutował w Ligue 1 zwycięskim 3:2 wyjazdowym meczem z RC Lens. Był to jego jedyny mecz w tamtym sezonie, a Olympique za korupcję zostało zdegradowane do drugiej ligi. Na drugim froncie Jambay stał się podstawowym zawodnikiem klubu i w sezonie 1994/1995 zajął z OM pierwsze miejsce w lidze (Marsylia karnie nie weszła do Ligue 1). W sezonie 1995/1996 rozegrał w barwach Olympique 31 meczów i swoją dobrą postawą w obronie walnie przyczynił się do awansu po 2 latach karencji do Ligue 1. W sezonie 1996/1997 strzelił 3 gole w lidze, a z klubem z Marsylii zajął 11. miejsce w lidze. Rok później awansował z Marsylią do Pucharu UEFA, gdyż jego klub zakończył rozgrywki na 4. pozycji. W sezonie 1998/1999 stracił miejsce w składzie, a na środku obrony OM grali tak znani piłkarze jak Laurent Blanc, Cyril Domoraud czy Patrick Blondeau, w związku z czym Hamada zagrał tylko w 3 ligowych meczach.
Latem 1999 Jambay zmienił klub i przeniósł się do Toulouse FC. W drugiej lidze francuskiej zagrał w 28 meczach i przyczynił się do awansu do drużyny o klasę wyżej. W Ligue 1 w barwach Toulouse dobrze spisywał się tylko przez rundę jesienną, a na wiosnę odniósł kontuzję i łącznie przez cały sezon tylko 15 razy pojawił się na boisku. Z klubem z Tuluzy zajął 16. miejsce, co równało się z degradacją do Ligue 2.
W 2001 roku Jambay nadal leczył kontuzję i rozwiązał jednocześnie swój kontrakt z Toulouse. Do futbolu wrócił dopiero latem 2002 zostając zawodnikiem CS Sedan. W Sedan wywalczył miejsce w podstawowej jedenastce i zagrał w 24 ligowych meczach, jednak klub ten zajmując przedostatnie miejsce spadł do drugiej ligi. W sezonie 2003/2004 z Sedanem zajął 5. miejsce, a w 2004/2005 6. miejsce. W sezonie 2005/2006 rozegrał 31 meczów i wywalczył z klubem awans do Ligue, jednak po sezonie dość niespodziewanie zakończył piłkarską karierę w wieku 31 lat.
| Sezon   | Klub               | Kraj    | Rozgrywki | Mecze | Bramki |
| ------- | ------------------ | ------- | --------- | ----- | ------ |
| 1993/94 | Olympique Marsylia | Francja | Ligue 1   | 1     | 0      |
| 1994/95 | Olympique Marsylia | Francja | Ligue 2   | 25    | 1      |
| 1995/96 | Olympique Marsylia | Francja | Ligue 2   | 31    | 0      |
| 1996/97 | Olympique Marsylia | Francja | Ligue 1   | 28    | 3      |
| 1997/98 | Olympique Marsylia | Francja | Ligue 1   | 25    | 0      |
| 1998/99 | Olympique Marsylia | Francja | Ligue 1   | 3     | 0      |
| 1999/00 | Toulouse FC        | Francja | Ligue 2   | 28    | 0      |
| 2000/01 | Toulouse FC        | Francja | Ligue 1   | 15    | 0      |
| 2002/03 | CS Sedan           | Francja | Ligue 1   | 24    | 0      |
| 2003/04 | CS Sedan           | Francja | Ligue 2   | 24    | 0      |
| 2004/05 | CS Sedan           | Francja | Ligue 2   | 31    | 0      |
| 2005/06 | CS Sedan           | Francja | Ligue 2   | 31    | 0      |

## Kariera reprezentacyjna
W 2002 roku Jambay zadebiutował w reprezentacji swoich przodków, czyli reprezentacji Madagaskaru. W barwach Madagaskaru brał między innymi udział w kwalifikacjach do Mistrzostw Świata w Niemczech.